# 西板镇
西板镇，原为西板乡，是中华人民共和国四川省广安市岳池县下辖的一个乡镇级行政单位。2019年12月，撤乡设镇。

## 行政区划
西板镇下辖以下地区：
板桥社区、真武山村、高峰池村、梅家沟村、牛场寨村、石门寺村、火焰山村、长沟村、老罐溪村、玉屏寺村、桂花园村、鼓楼坡村、观音阁村、宋家沟村、金子沟村、河湾村、殷家沟村、经三场村、河堰口村、牛栏坎村、老关寨村和高岩山村。